# Naujieji Elmininkai
Naujieji Elmininkai – wieś na Litwie, w okręgu uciańskim, w rejonie oniksztyńskim.
Według danych ze spisu powszechnego w 2001 roku we wsi mieszkało 696 osób. Według danych z 2011 roku wieś była zamieszkiwana przez 573 osoby – 293 kobiety i 280 mężczyzn.